# Zpětný projektor

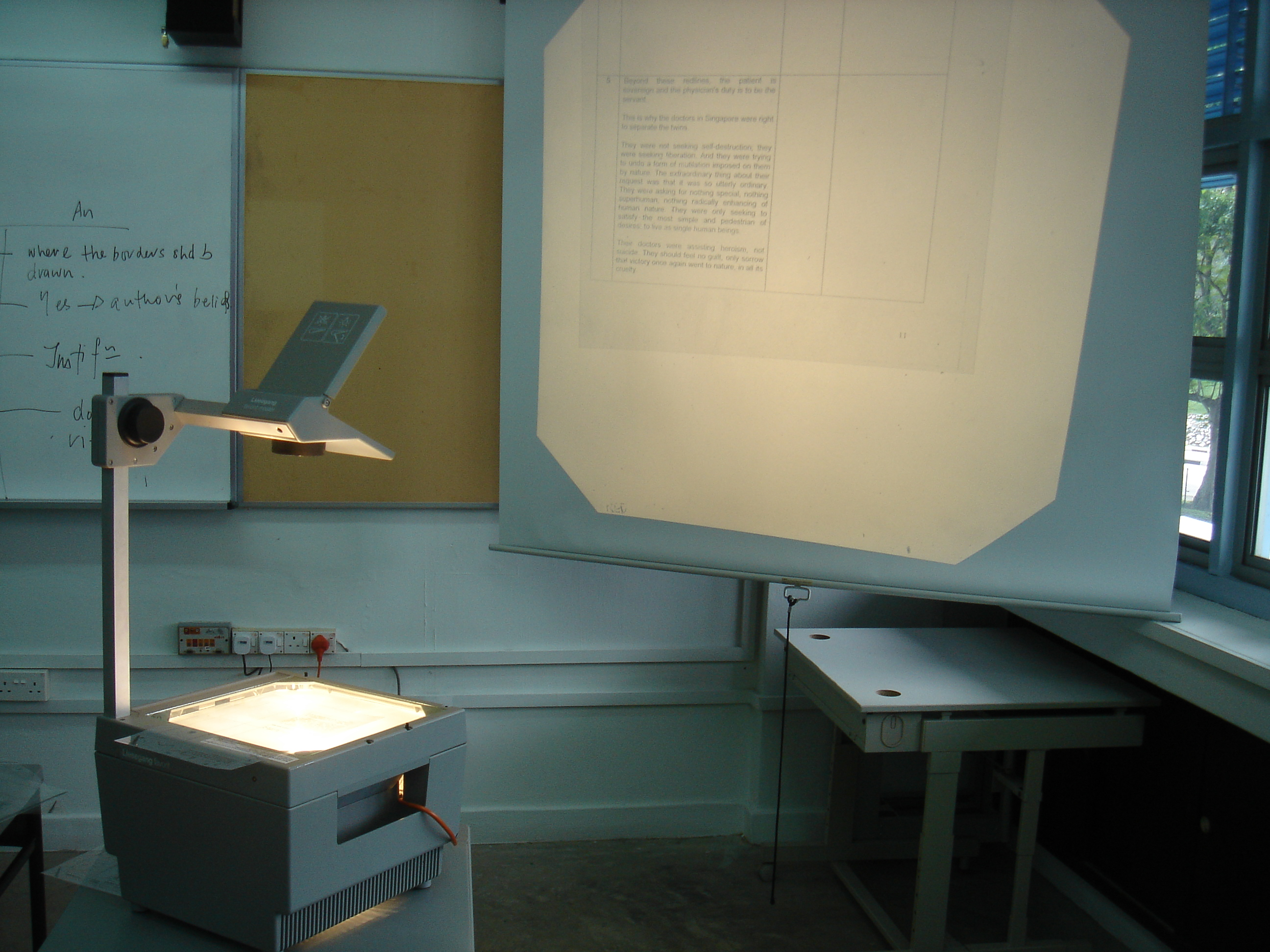
Zpětný projektor

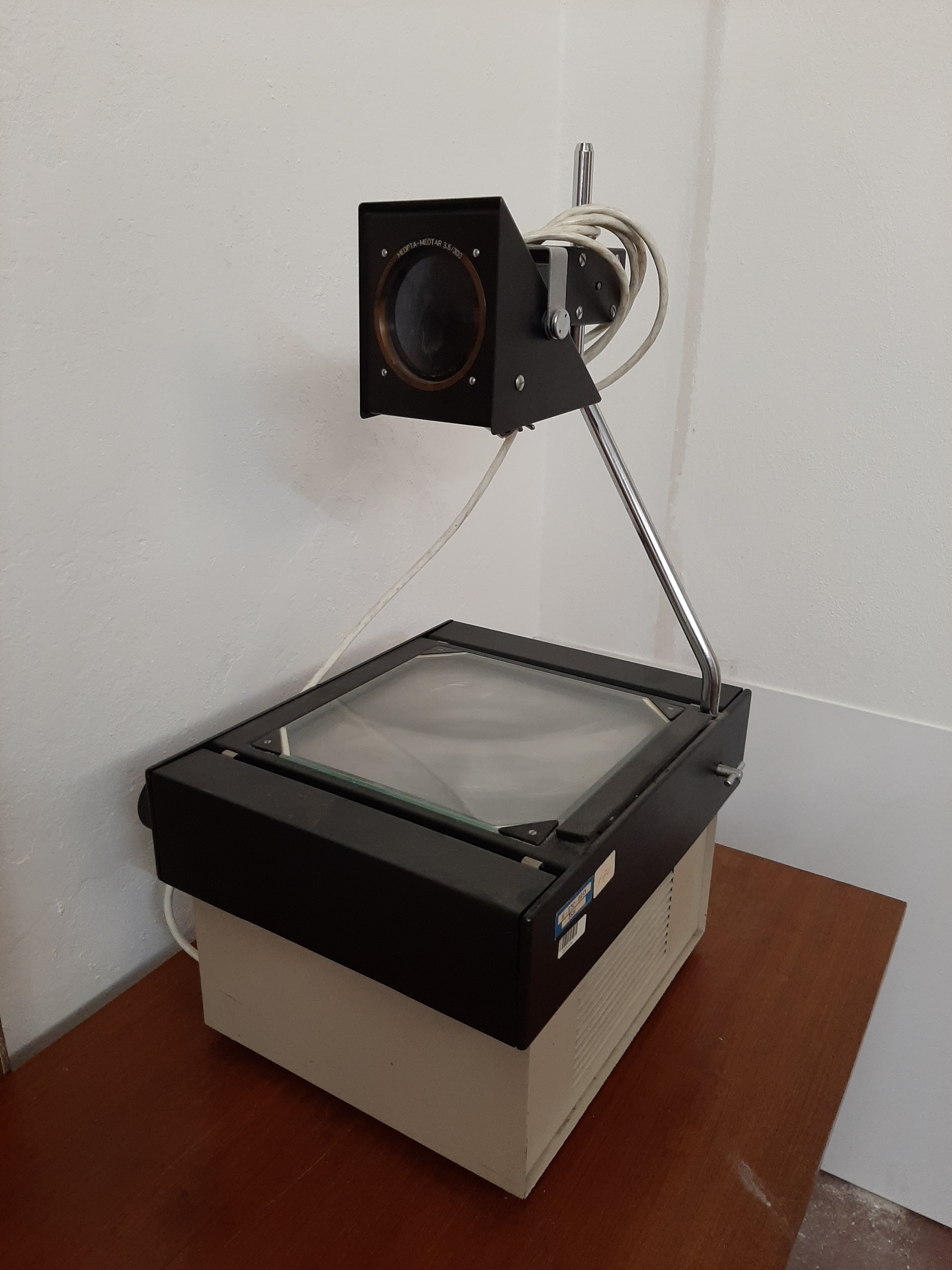
Meotar, výrobek společnosti Meopta

Zpětný projektor (Meotar), neboli zpětná promítačka, je jednoduchý analogový projektor, který slouží k promítaní materiálu na zeď nebo promítací plátno. Meotar je výrobek firmy Meopta. Vzhledem k tomu, že to dříve byla prakticky jediná dostupná značka na českém trhu, vžilo se toto označení pro zpětné projektory obecně. Funguje na principu prosvícení, je tedy možné promítat skrze papír, fólie nebo diapozitivy. Materiál se přes soustavu čoček a zrcadel objeví pouze zvětšený na zdi.

## Možnosti využití
Vzhledem k technickým možnostem přístroje lze využít převážně jako náhradu za zápisky na tabuli. V dřívějších[zdroj?] dobách využíváno ve školství před nástupem interaktivních tabulí a dataprojektorů. Pedagog si může například připravit zápis v pohodlí domova na papír a potom pouze promítnout na zeď či jinou vhodnou světlou plochu. Během promítaní je možné zvážit promítaní na tabuli nebo promítací plátno, kde lze použít různé šablony například na křížovky či osmisměrky. Meotar se taky využívá v různých uměleckých činnostech - využívají jej divadelníci a herci v rámci svých představení a různých stínoher, kde mohou vznikat úžasné obrazce.